# Mihail Szergejevics Gorbacsov
Mihail Szergejevics Gorbacsov (oroszul: Михаил Сергеевич Горбачёв; Privolnoje, 1931. március 2. – Moszkva, 2022. augusztus 30.) orosz nemzetiségű szovjet politikus, 1985-től az SZKP főtitkára, majd a Szovjetunió utolsó elnöke. Reformkísérletei a hidegháború végéhez vezettek, és végül a kommunista rendszer bukását, a Szovjetunió széthullását eredményezték. 1990-ben Nobel-békedíjjal tüntették ki. 1991 augusztusában a szovjet rendszert védelmező kommunista vetélytársai sikertelen puccsot kíséreltek meg ellene. Ennek nyomán betiltotta és feloszlatta a Szovjetunió Kommunista Pártját. Miután nem sikerült megakadályoznia a szovjet tagköztársaságok önállósulási törekvéseit, 1991. december 25-én lemondott a Szovjetunió elnöki tisztségéről, és ez a Szovjetunió megszűnését is jelentette.

## Élete és politikai karrierjének kezdete
Mihail Gorbacsov parasztcsaládban született a Sztavropol melletti Privolnoje faluban. Nehéz gyermekkora volt Sztálin totalitárius szovjet-államában; nagyszüleit kulákvádak alapján deportálták. Nehézségei ellenére kiválóan teljesített a tanteremben és a sportpályákon is. Osztályában a legintelligensebb tanulónak tartották, fő érdeklődési körébe tartozott a történelem és a matematika. 13 éves korától az iskola mellett már a kolhozban is dolgozott, 15 éves korától pedig a kolhoz gépállomásán kombájnos segéd volt.
Az iskola elvégzése után azonnal munkába állt, gyakornokként ugyanannál a kolhoznál helyezkedett el, ahol édesapja is dolgozott. Az 1950-ben elért rekordtermés betakarításában való részvételéért – 19 évesen – megkapta A Munka Vörös Zászló Érdemrendje kitüntetést. Kiemelkedő intelligenciája azonban fontosabb jövőt vetített előre számára, 1950-ben bejutott a Moszkvai Egyetem jogi szakára. (Kétségtelen, hogy magas állami kitüntetése is előnyére vált felvételénél.)
Gorbacsov egyetemi évei alatt ismerkedett meg későbbi feleségével, Raiszával. 1953 szeptemberében házasodtak össze, és Gorbacsov államvizsgája után, 1955-ben költöztek vissza a sztavropoli területre.
Gorbacsov 1952-ben, 21 évesen lépett be az SZKP-ba. 35 éves korában, 1966-ban levelező tagozaton szerzett agrár-közgazdászi diplomát a Sztavropoli Mezőgazdasági Főiskola közgazdasági karán. Pályája gyorsan ívelt felfelé, 1970-ben lett a mezőgazdasági szempontból kiemelt jelentőségű Sztavropoli határterület pártvezetője, majd egy évvel később tagja lett a Központi Bizottságnak. 1972-ben már szovjet delegációt vezetett Belgiumba, két évvel később pedig a Szovjetunió Legfelsőbb Tanácsa tagjává vált mint az Ifjúsági Állandó Bizottság elnöke.
Gorbacsovot 1979-ben beválasztották az SZKP Politikai Bizottságába. Itt Jurij Andropov KGB-elnök patronálása alá került, aki szintén a sztavropoli régióban született, és rövid pártfőtitkári ideje alatt többször lépett előre a párthierarchiában.[forrás?] Személyügyi vezetőként, Andropov közeli bizalmasaként elérte, hogy a kormánytagok és a regionális vezetők 20%-át leváltották, az utódok pedig mind fiatal, jó képességű bürokraták lettek. Az ő idejében emelkedett fel Grigorij Romanov, Nyikolaj Rizskov és Jegor Ligacsov, akik közül az utóbbi kettő Gorbacsov közeli munkatársává vált, Rizskov gazdasági szakemberként, Ligacsov pedig személyügyi vezetőként. Gorbacsov Konsztantyin Csernyenkóval, Andropov utódjával is közeli kapcsolatot épített ki, másodtitkárként működött mellette.
Az SZKP-ban betöltött pozícióinak köszönhetően széles körű lehetőségei adódtak utazásra és más gondolatok megismerésére, ez alapjaiban változtatta meg országának politikai és társadalmi viszonyairól alkotott elképzelését.

## Az SZKP főtitkára
Konsztantyin Csernyenko halála után, 1985. március 11-én az 54 éves Mihail Gorbacsovot választották meg a Kommunista Párt főtitkárának. Ő volt a párt első és egyben egyetlen olyan főtitkára, aki az 1917-es orosz forradalom után született.
A Szovjetunió tulajdonképpeni vezetőjeként megpróbálkozott a kommunista párt és az állam gazdaságának megreformálásával: 1986 februárjában, az SZKP XXVII. kongresszusán vezette be a glasznoszty („nyíltság”), a peresztrojka („átalakítás”), és az uszkorenyije (a gazdasági fejlődés „gyorsítása”) intézkedéseit.

## Reformok és demokratizáció

### Hazai reformok
Gorbacsov peresztrojkaprogramja keretében átfogó gazdasági reformot indított el a Szovjetunióban, amelytől az életszínvonal növekedését és a munkások teljesítményének növekedését remélte. A reformok nagy részét azonban a szovjet vezetés ortodox tisztviselőhada túl radikálisnak ítélte meg.

### 1985

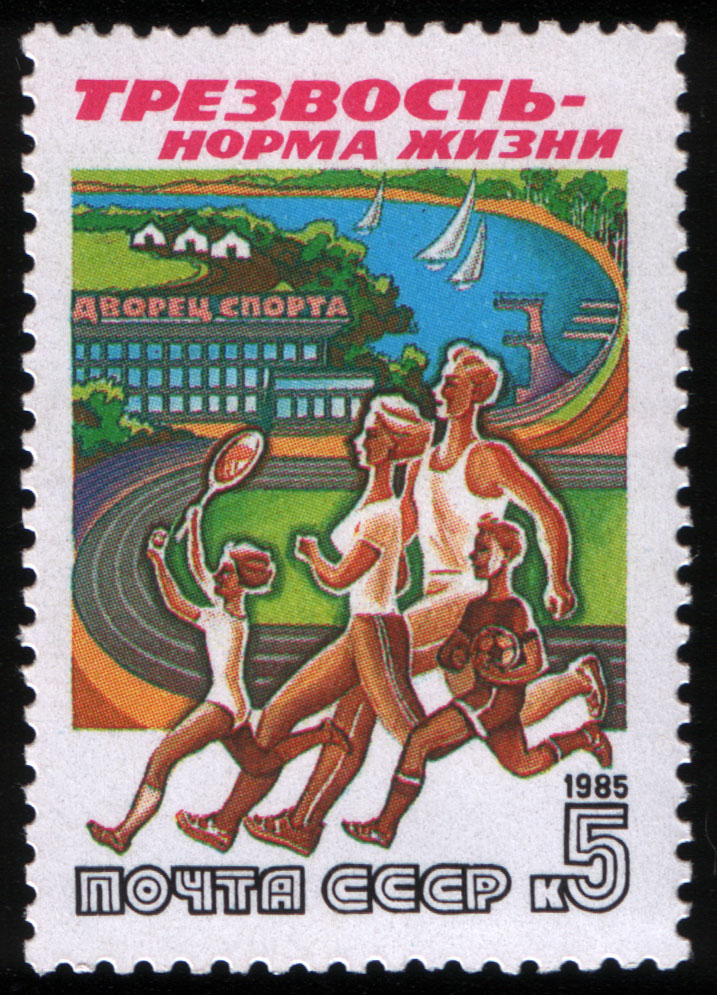
„A józanság az élet normája” – Az absztinenciára és a sportra épülő egészséges életmódot népszerűsítő bélyeg 1985-ből

A halálozási ráta meredeken csökkent, a születési ráta pedig jelentősen nőtt az alkoholellenes kampány idején. A kampány megszűnése után ellentétes irányú folyamatok indultak el.

A 100 ezer főre jutó bűncselekmények számának alakulása 1961 és 1991 között

Az alkoholellenes kampány idején jelentősen csökkent, míg az alkoholellenes kampány megszűnése után jelentősen nőtt a bűncselekmények száma.
1985-ben Gorbacsov bejelentette, hogy a szovjet gazdaság stagnálása olyan mértéket öltött, hogy szükség van teljes átszervezésére. Reformjait kezdetben uszkorenyije (gyorsítás) néven emlegették, később azonban a peresztrojka (átalakítás) kifejezés vált elfogadottá.
Gorbacsov cselekedeteiben nem maradt magára. Bár a Brezsnyev-időszakra elsősorban a gazdasági stagnálás volt jellemző, valójában több gazdasági kísérlet is zajlott, elsősorban a gazdasági társaságok szervezete és a nyugati gazdasági társaságokkal kialakítandó vegyesvállalatok területén. Számos reformötlet volt terítéken a reformszemléletű, technokrata vezetők megbeszélésein, akik gyakran használták a Komszomol vitaköreit vitafórumnak. Az úgynevezett „Komszomol-generáció” lett Gorbacsov legelkötelezettebb hallgatósága, számos posztkommunista üzletember és politikus kezdte itt pályáját, különösen a Baltikumban.
Főtitkárrá választása után Gorbacsov „puha” reformprogram beindítását javasolta, amelyet az SZKP Központi Bizottsága áprilisi plénuma el is fogadott. Egy májusban, Leningrádban elmondott beszédében már a mélyreható reformok mellett állt ki. A reformok személyi változtatásokkal kezdődtek, ezek között a legfigyelemreméltóbb volt Andrej Gromiko külügyminiszter leváltása és helyére Eduard Sevardnadze kinevezése. Gromiko, akit a Nyugat csak „Nyet úrként” ismert, 28 éve volt külügyminiszter, régi gondolkodásúnak tartották. Robert D. English megjegyzi, hogy bár Sevardnadze viszonylag tapasztalatlan volt a diplomáciában, Gorbacsov közös nevezőt talált vele, amennyiben mindketten irányították már a Szovjetunió egy-egy mezőgazdasági régióját (Sevardnadze Grúziát). Ez egyben gyenge kapcsolatokat jelentett a nagyon erős hadiipari komplexummal is.
Gorbacsov első jelentős intézkedése az 1985-ös alkoholreform volt, amely a Szovjetunió-szerte hatalmas méreteket öltő alkoholizmus visszaszorítását és az alkoholfogyasztás káros hatásainak össztársadalmi szintű csökkentését célozta meg. 18-ról 21 évre emelték az alkoholos italok vásárlásának és fogyasztásának alsó korhatárát. Az alkoholos italok árát jelentősen megemelték, emellett az üzletek csak 14 és 19 óra között árulhattak alkoholos italokat. Azokkal szemben, akiket közterületen részegen találtak, eljárást kezdeményeztek. Betiltották az alkoholfogyasztást a távolsági vonatokon és nyilvános helyeken. A munkahelyükön ittasan megjelenő és/vagy az ott alkoholt fogyasztó személyeket elbocsátották az állásukból. Több ismert alkoholgyárat bezártak, és lebontottak. A filmekből és a színházi produkciókból kivágták azokat a jeleneteket, amelyekben alkoholt fogyasztanak. Létrehoztak úgynevezett józansági zónákat, amelyekben nem árultak alkoholt. A reform sikeresnek bizonyult, hatására ugyanis 60%-kal csökkent a legálisan forgalmazott alkohol fogyasztása. Ennek következményeként visszaesett a bűncselekmények száma és az emberek egészségügyi állapota is javult, a várható élettartam meghosszabbodott, a halálozások száma meredeken csökkent. Az alkoholfogyasztás visszaesésének köszönhetően a termékenységi ráta is nőtt, a születések száma jelentősen emelkedett.
Alekszandr Nyemcov orosz pszichiáter 2009-ben kijelentette, hogy a Mihail Gorbacsov által az 1980-as években indított antialkoholista intézkedések legalább egymillió ember életét mentették meg, és úgy véli, hogy napjaink alkoholproblémáira (az alkohol az első számú halálok Oroszországban) az egyetlen lehetőség, ha a kormány drasztikus alkoholellenes intézkedéseket vezet be.

### 1986
A peresztrojka és a keretein belül megvalósítandó reformokat az SZKP 1986. március–áprilisban megtartott XXVII. kongresszusa is jóváhagyta, és párthatározat szintjére emelte. A reformok ütemét sokan mégis túl lassúnak értékelték. Több történész, köztük Robert D. English, azzal magyarázták a jelenséget, hogy felgyorsult az elkülönülés az „új gondolkodók” és a konzervatívok elitjei között; a konzervatív tábor szándékosan hátráltatta, néha akadályozta a változás folyamatát. Ez különösen jól megfigyelhető volt a csernobili atomkatasztrófa idején, amelynek során, írja English, Gorbacsovot és társait „félreinformálta a hadiipari komplexum”, a konzervatívok „elárulták” azzal, hogy nem bocsátották rendelkezésre a teljes igazságot a katasztrófa súlyosságáról, ezzel késleltették a hivatalos választ. Jack F. Matlock Jr. hangsúlyozza, hogy Gorbacsov utasította a hatóságokat a teljes igazság nyilvánosságra hozatalára, de „a szovjet bürokrácia megakadályozta ezt”. A szovjetek késlekedését elítélte a nemzetközi politika, sokan éppen Gorbacsovot hibáztatták. Ennek ellenére a csernobili katasztrófa egy szempontból pozitív eredményt hozott, írja English, mivel Gorbacsov és reformertársai hatalmas bel- és külföldi lökést kaptak a reform felgyorsítására.
A hazai változások ütemesen haladtak előre. Az Örmény Szovjet Szocialista Köztársaság kommunista pártja Központi Bizottságának ülésén a fiatal Hajik Kotanyan, a Hrazdan megyei Pártbizottság első titkára éles hangú beszédében bűnös korrupcióval vádolta meg az örmény Kommunista Párt legfelsőbb vezetőit, közvetve magát Karen Demircsjan első titkárt is, akinek azonnali lemondását követelte. Szimbolikus jelentőségű aktusként 1986 decemberében Gorbacsov visszahívta Moszkvába Andrej Szaharov atomtudóst, aki hat évet töltött száműzetésben Gorkij városában. Ugyanebben a hónapban került felszínre azoknak a nemzetiségi problémáknak a mélysége is, amelyek az elkövetkező években rányomták bélyegüket a Szovjetunióra. Kazahsztánban tüntetéssorozatot tartottak azután, hogy a Kazah Kommunista Párt első titkárát, Gyinmuhamed Kunajevet leváltották.

### 1987
A Központi Bizottság 1987. januári ülésén Gorbacsov politikai reformjai kristályosodtak ki; ekkor vetette fel többjelöltes választások ötletét és pártonkívülieknek a kormányba való kinevezése lehetőségét is. Itt vetette fel a termelőszövetkezetek kibővítésének kérdését is először. Májusban azonban komoly válsághelyzet állt elő. Egy fiatal nyugatnémet pilóta, Mathias Rust Cessna kisrepülőgépével hihetetlen módon egészen Moszkváig repült, és sikeres leszállást hajtott végre a Vörös téren, anélkül, hogy a szovjet légvédelem észlelte és feltartóztatta volna. Ez az incidens hatalmas szégyen volt a hadseregre nézve, Gorbacsov azonnal mélyreható személyi változtatásokat hajtott végre, kezdve a csúcson: Dmitrij Jazov hadseregtábornokot nevezte ki honvédelmi miniszterré.
Az év további részében gazdasági reformokat hajtottak végre, júniusban például a gazdasági társaságok függetlenségét erősítő törvényt fogadtak el. Gorbacsov ebben az évben adta ki könyvét, a Peresztrojka és glasznoszty: új gondolkodás címmel, amelyben kifejtette reformgondolatait. Ezzel párhuzamosan azonban egyre tovább nőtt a szakmai és személyi távolság közötte és Borisz Jelcin között; miután Jelcin nyíltan kritizálta őt és másokat a párt egyik ülésén, Jelcint leváltották a moszkvai Városi Pártbizottság éléről. Ez a lépés azonban csak átmenetileg csökkentette Jelcin befolyását.
1987-ben Gorbacsov Sztálin több ellenfelét rehabilitálta, a desztalinizálás újabb állomása, amely 1956-ban kezdődött Lenin végakaratának publikálásával, amelyben Sztálin veszélyességére hívta fel a figyelmet.

### 1988
1988-ban vezette be Gorbacsov a „glasznoszty”-ot, a nyilvánosság előtt zajló közélet követelményét, amely nagyobb szabadságot biztosított a népnek, különösen a szólásszabadság területén. Ez a változás nagyon radikálisnak számított, hiszen korábban a szólásszabadság ellenőrzése, a szovjet kormányzattal szembeni kritikák elnyomása a rendszer egyik legfontosabb tartópillére volt. A sajtó ellenőrzését szinte teljesen megszüntették, sok ezer politikai máskéntgondolkodó szabadult ki ekkor fogságából. Gorbacsov célja a glasznoszty bevezetésével az volt, hogy nyomást gyakoroljon az SZKP-n belüli keményvonalasokra, akik ellenezték gazdasági reformjait, és azt is várta, hogy a nyitottság és a társadalmi viták eredményeként a szovjet népesség jobban fogja támogatni reformkezdeményezéseit. Ezekkel egy időben azonban mind magát, mind reformtörekvéseit a korábbinál sokkal nagyobb nyilvános kritikának tette ki, ezt jól példázza a Szovjetszkaja Rosszija márciusi számában megjelent levél Nyina Andrejeva tollából.
1988 májusában hatályba lépett a Gazdasági társaságokról szóló törvény, amely Gorbacsov korai időszakának talán egyik legradikálisabb gazdasági változását vetítette előre Lenin új gazdaságpolitikája óta először engedélyezte törvény a magántulajdont a szolgáltatásban, kézműiparban, és a külkereskedelemben. A törvény eleinte magas adókat és személyzeti korlátozásokat tartalmazott, de ezeket később módosították, hogy növeljék a magánvállalkozói kedvet. A törvény hatálya alatt a szovjet gazdasági palettán számtalan szövetkezeti (magán-) étterem, üzlet nyitotta meg kapuit, és szokásossá vált a kisiparosok magánvállalkozása is. Megjegyzendő, hogy a Szovjetunió több tagköztársasága nem vette figyelembe a korlátozásokat. Észtországban például a magántársaságok külföldi vállalkozókkal alapíthattak közös vállalkozást. Megindult a hatalmas szovjet ipari mamutok átstrukturálása. Az Aeroflot bázisán például jó néhány független vállalkozás jött létre, amelyek megalapozták a későbbi független légitársaságokat. Az új, független üzleti vállalkozások külföldi tőkebevonási kísérleteit egyenesen bátorították.
Az SZKP 1988. júniusi, 27. pártkonferenciáján Gorbacsov a kormányzat pártirányításának csökkentését célzó reformjavaslatot tett. Új végrehajtó hatalmi ágat kezdeményezett, amelyben az államelnök fontos szerepet játszik, valamint új törvényalkotó testület felállítását készítette elő, a Népképviselők Kongresszusa (Duma) néven.

### 1989
1989 márciusában és áprilisában a Szovjetunió teljes területén képviselői választásokat tartottak az új Dumába. 1990. március 15-én Gorbacsovot megválasztották a Szovjetunió első új, végrehajtói hatalommal is rendelkező elnökévé, egyedüli indulóként az összes képviselői szavazatok 59%-át szerezve meg.
A Kongresszus május 25-én ült össze. Elsőként megválasztották a Duma képviselőit a Legfelsőbb Tanácsba. Az új Kongresszus azonban nehézséget is jelentett Gorbacsovnak – az üléseket élőben közvetítette a televízió, az egyszerű emberek pedig, az ott elhangzott kemény kritikai észrevételek hallatán egyre határozottabban kezdték követelni a reformok végrehajtását. A választásokban sok pártjelölt elbukott. Borisz Jelcint pedig Moszkvában képviselővé választották, aki Gorbacsov egyik legfőbb kritikusaként tért vissza a politikai életbe.
Az 1989-es év további részét az egyre súlyosbodó nemzetiségi kérdések valamint a keleti blokk drámai összeomlása határozták meg. Annak ellenére, hogy a nemzetközi kapcsolatokban soha nem látott eredmények születtek; hogy a Szovjetunió 1989 januárjában befejezte kivonulását Afganisztánból, és hogy a szovjet–amerikai tárgyalások jó ütemben folytatódtak George H. W. Bush és Gorbacsov között, a hazai reformfolyamat a reformisták és a konzervatívok vitájának csapdájában vergődött. Az előbbiek a reform bevezetésének tempóját kritizálták, a konzervatívok pedig annak mélységét. Gorbacsov leírja, hogy megpróbált közös platformot találni a két eltérő csoport között, de ez csak további kritikákat szült. Ez az a pont a szovjet történelemben, amelytől megszűnik a reformok kérdése, és a fő problémát a nemzetiségi kérdések jelentik, amelyek végül elvezetnek a Szovjetunió összeomlásához.
November 9-én a Német Demokratikus Köztársaság (NDK) lakossága – egy az ország diktatórikus vezetése ellen szervezett demonstráció végén – lerombolta a berlini falat. Minden korábbi tüntetéssel ellentétben, ahol a kommunista NDK (szovjet támogatással) katonai erővel lépett közbe, Gorbacsov úgy döntött, hogy nem avatkozik bele a német folyamatokba. Kijelentette, hogy a német egyesülés végeredményben Németország belügye.

### Az „új gondolkodás” a nemzetközi kapcsolatokban
Gorbacsov nemzetközi viszonylatban a Nyugattal való kapcsolatok normalizálását és a gazdasági kapcsolatok fejlesztését tartotta legfontosabb feladatának. Több nyugati vezetővel alakított ki kitűnő kapcsolatot, közöttük Margaret Thatcherrel, akinek megjegyzése: „Kedvelem Gorbacsovot. Tudunk együttműködni.” bejárta a világot; Helmut Kohl nyugatnémet kancellárral, és Ronald Reagan amerikai elnökkel. 1986. október 11-én Gorbacsov–Reagan-csúcstalálkozóra került sor az izlandi Reykjavíkban, ahol a közép-hatótávolságú nukleáris rakéták kérdését vitatták meg. A találkozó eredményeként 1987-ben aláírták a Középhatótávolságú Nukleáris Egyezményt.
Gorbacsov 1988 februárjában döntött a szovjet csapatok Afganisztánból való távozásáról. A csapatkivonás 1989-ben befejeződött, de a polgárháború folytatódott, mivel a mudzsáhidok tovább harcoltak a szovjetbarát Nadzsibullah-rezsim megdöntéséért. Az 1979–1989 között folyt háborúban megközelítőleg 28 000 szovjet katona vesztette életét. (Lásd Afganisztáni szovjet háború)
Szintén 1988-ban jelentette be Gorbacsov, hogy a Szovjetunió szakít a Brezsnyev-doktrínával, és lehetővé teszi a keleti blokk országainak, hogy saját belügyeiket meghatározzák. Gorbacsovnak ez a külpolitikai döntése bizonyult a legmesszebb mutató változtatásnak. Moszkva szakítása a Brezsnyev-doktrínával oda vezetett, hogy Kelet-Európa számos forradalmat élt meg, amelyek eredményeképpen a kommunizmus végleg összeomlott. Románia kivételével a szovjet rezsimek elleni felkelések mind békés természetűek voltak.
A szovjet hegemónia lazulása Kelet-Európában szükségszerűen elvezetett a hidegháború befejeződéséhez; e történelmi fejlemény nyomán Gorbacsovnak odaítélték a Nobel-békedíjat, amit 1990. október 15-én adtak át neki.

### A Szovjetunió felbomlása
Bár Gorbacsov pozitív változásokat hozott a szabadság és a demokrácia területén mind a Szovjetunióban, mind szövetségeseinél, kormányának gazdaságpolitikája fokozatosan az összeomlás határára sodorta országát. Az 1980-as évek végére olyan súlyos hiány alakult ki alapvető élelmiszerekből (hús, cukor), hogy újra bevezették a háborúban használatos jegyrendszert, amely minden állampolgár részére havonta meghatározott mennyiségű termék megvásárlását engedélyezte. A költségvetési hiány az 1985-ös 0 szovjet rubelről 109 milliárd rubelre nőtt; az aranytartalék 2000 tonnáról 200 tonnára olvadt; a külső adósságállomány pedig 0-ról 120 milliárd amerikai dollárra nőtt.
Ugyanakkor a Szovjetunió és Kelet-Európa demokratizálása visszavonhatatlanul meggyengítette a SZKP és Gorbacsov hatalmát. A cenzúra enyhítésének és a politikai nyitásnak olyan nem várt hatásai is voltak, mint a régóta elnyomott nacionalizmus és a szovjet tagköztársaságok oroszellenességének felerősödése. Egyre hangosabbá váltak a moszkvai irányítástól való függetlenedés hangjai, különösen a Balti Köztársaságokban (Litvánia, Lettország, Észtország), amelyeket a Sztálin-vezette Szovjetunió 1940-ben annektált. Jelentős nacionalista mozgalmak jöttek létre Grúziában, Azerbajdzsánban, Ukrajnában és Örményországban is.
1986 decemberében jelentkeztek a Szovjetunió következő éveit meghatározó nemzetiségi probléma első jelei. Ekkor Almatiban és Kazahsztán más városaiban is zavargások törtek ki, tüntetésekre került sor, amelyek kiváltó oka Gyinmuhamed Kunajev, a Kazah Kommunista Párt első titkára leváltása volt. A nacionalizmus 1987 májusában azután már Oroszország területén is felszínre tört, amikor a Pamjaty nevű újonnan alakult orosz nacionalista csoport 600 tagja szervezett demonstrációt Moszkvában. A csoport fokozatosan került egyre közelebb Borisz Jelcinhez, aki képviselőiket egy megbeszélésen fogadta.
A glasznoszty felgyorsította a nemzeti szuverenitás óhaját is. Az információ szabad áramlását olyan sokáig fojtották már el a Szovjetunióban, hogy a hatalmon lévő elit jelentős része már megfeledkezett arról a tényről, hogy a Szovjetunió valójában egy katonai erővel meghódított és felépített birodalom, amelyet embermilliók üldözése és kivégzése árán szilárdítottak meg, nem pedig szabad akaratukból egyesült helyi népek szövetsége. Így e népek függetlenségi vágyának hevessége készületlenül érte a szovjet vezetőket.
Hadmozdulatok kezdődtek Hegyi-Karabah Köztársaság – egy örménylakta enklávé Azerbajdzsánban – területén 1988 február és április között, amikor a területen élő örmények tüntetéshullámot indítottak el, tiltakozván Sztálin 1920-as önkényes döntése ellen, amellyel a történelmi örmény területet Örményországtól Azerbajdzsánhoz tette. Gorbacsov ideiglenes megoldást rendelt el, de az nem tartott sokáig, és június–július folyamán újra fellángoltak a harcok Hegyi-Karabah területén. Később, 1988 végén újra tragikus helyzet alakult ki a térségben, ekkor már Örményországban, amikor december 7-én sor került a leninakani földrengésre. A szegényes helyi infrastruktúra csak tetézte a bajt, mintegy 25 000 ember halt meg. Gorbacsovnak meg kellett szakítania egyesült államokbeli útját és lemondani kubai és egyesült királyságbeli látogatásait.
1989 márciusában és áprilisában össz-szovjetunióbeli választásokat tartottak a Legfelsőbb Tanácsba. A választások eredményeként számos függetlenségpárti, demokratikus gondolkodású képviselő foglalhatott helyet a Tanácsban, ugyanakkor nagyszámú SZKP-jelölt nem kapta meg a támogatást. A Legfelsőbb Tanács vitáit élő egyenesben közvetítették, ami lehetőséget adott a függetlenségi eszmék szabad hirdetésére. És valóban 1989-ben nagyszámú függetlenségi megmozdulásra került sor. Januárban a Baltikumban elkezdődött a nem-orosz tagköztársaságok jogalkotása, amelyben a köztársaság nyelvének elsőbbséget biztosítanak az orosz nyelvvel szemben.
Április 9-én Tbilisziben a szovjet csapatok leverik a függetlenségi tüntetést. Véres tiltakozási akciókra kerül sor június folyamán Üzbegisztánban, ahol üzbégek és meszheti törökök csaptak össze a Ferganai-medencében. Az erőszakon kívül három további esemény változtatta meg a nemzetiségi összképet 1989-ben. 1988 novemberében Észtország kikiáltotta függetlenségét, amit Litvánia 1989 májusában, Lettország pedig júliusban követett (decemberben a Litván Kommunista Párt is deklarálta függetlenségét a Szovjetunió Kommunista Pártjától). Ez egyértelmű konfrontációt hozott az unió és a tagköztársaságok között és precedenssé vált más tagköztársaságok számára is.
Ugyanezen év júliusában, a Molotov–Ribbentrop-paktum aláírása évfordulóját közvetlen megelőzően nyilvánosságra került, hogy a paktum valóban tartalmazott egy záradékot a Baltikum Szovjetunió általi bekebelezésére (amint az meg is történt 1940-ben) valamint Lengyelország felosztására a Szovjetunió és Németország között. A keserű múlt valósággá vált és újabb lökést adott a balti országok népeinek, akik így, az előre eltervezett elnyomás miatt, még jogosabbnak érezték követeléseiket. Végül, a szocialista tömb 1989 őszén összeomlott, ami teret adott a feltételezésnek, hogy Gorbacsov be nem avatkozási politikája a SZU belső fejleményeire is ki fog terjedni.

#### Az unió válsága: 1990–1991

Gorbacsov négyszemközti megbeszélése Ronald Reagan amerikai elnökkel

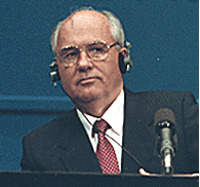
Gorbacsov 1990-ben

1990 januárja nemzetiségi forrongással kezdődött. Az azeriek erőszakos tüntetéseket szerveztek, katonákkal kellett a rendet helyreállíttatni; a moldávok tömegesen demonstráltak a Ceausescu utáni Romániával való egyesülés mellett; folytatódtak a litván tüntetések is. A hónap egyik fontos fejleménye volt, hogy Örményország megerősítette jogát az uniós jogszabályok megvétózására, ezzel erősítve a „jogszabályok harcát” a köztársaságok és Moszkva között.
Nem sokkal ezután az SZKP, amely ekkorra már veszített hatalmából, Gorbacsov egyre mélyülő politikai reformja következtében tovább gyengült. A februári központi bizottsági ülés többpárti választásokat szorgalmazott; a február–márciusi helyi választások ismét nagyszámú függetlenségpárti jelölt győzelmét hozták. Márciusban a Duma módosította a szovjet alkotmányt, eltörölte a 6. paragrafust, amely biztosította az SZKP kizárólagosságát az ország politikai életében. A politikai reformfolyamatot tehát egyszerre kezdeményezték felülről és alulról, egyre jelentősebb lendületet vett, ami csak erősítette a köztársasági nacionalista törekvéseket. Nem sokkal az alkotmánymódosítás után Litvánia kikiáltotta függetlenségét, és Vytautas Landsbergist államelnökké választotta.
A Legfelsőbb Tanács március 15-én Gorbacsovot – egyetlenként a Szovjetunió történetében – megválasztotta a Szovjetunió elnökévé, majd ő maga választott egy 15 tagú Elnöki Tanácsot. Ekkor Gorbacsov saját politikai bázisa kiépítésével volt elfoglalva, amelynek segítségével függetleníthette volna magát az SZKP keményvonalas frakciójától és a radikálisabb reformerektől is. Az új első számú vezetői posztot úgy alakították ki, hogy kellő súlya legyen a reformfolyamat irányítására, és a Szovjetunió Legfelsőbb Tanácsa valamint a Duma már februárban közel elnöki hatalommal ruházták fel Gorbacsovot. Ez a lépés újabb kritikákat gerjesztett a reformoldalon. Hatalmának nyilvánvaló növekedése ellenére Gorbacsov mégsem volt képes megállítani az önállósodási törekvéseket. Áprilisban a szovjet történelem újabb szégyenteljes tényei váltak ismertté, amikor a kormány elismerte, hogy az NKVD különítménye hajtotta végre a véres katyńi vérengzésként ismert cselekményt, lengyel katonatisztek kivégzését a második világháború idején; a SZU korábban a náci Németországot vádolta a gaztett elkövetésével. Gorbacsov helyzetére azonban sokkal nagyobb hatással volt Borisz Jelcin vitathatatlan előretörése a hierarchiában, amikor májusban megválasztották az Oroszországi Föderáció Legfelsőbb Tanácsa Elnöksége elnökévé, de jure az Oroszországi Föderáció első számú vezetőjévé vált. Az orosz parlament júniusban még egy nagy fejfájást okozott Gorbacsovnak, amikor kijelentette, hogy az oroszországi törvények elsőbbséget élveznek az Unió jogszabályaival szemben.
Gorbacsov helyzete folyamatosan változott. Az SZKP XXVIII. Kongresszusán, júliusban, Gorbacsovot megerősítették a párt főtitkári posztján, de ez a poszt már teljesen független volt a kormánytól, a Politikai Bizottságnak nem volt beleszólása az ország irányításába. Gorbacsov tovább gyengítette a párt hatalmát, amikor ugyanebben a hónapban rendeletet hozott a tömegkommunikációs eszközök pártfelügyeletének megszüntetéséről. Ezzel egy időben Gorbacsov saját elnöki hatalmának megszilárdításán fáradozott, e folyamat csúcspontja kétségtelenül a Legfelsőbb Tanács által részére biztosított rendkívüli jogosultság, amellyel személyi rendelettel avatkozhatott be a gazdaság átstrukturálásába, és léptethette érvénybe a piacgazdaságra való áttérés akciótervét. A Legfelsőbb Tanács azonban nem tudott megegyezni abban, hogy melyik tervet fogadják el. Gorbacsov tovább folytatta politikai reformját, az új szovjet kormány megalakításáról szóló javaslatát, amelyben mind a 15 tagköztársaság képviselői jelen lettek volna, a Legfelsőbb Tanács novemberben fogadta el. Decemberben Gorbacsov ismét rendkívüli végrehajtói hatalmat kapott a Legfelsőbb Tanácstól, mondván, hogy azért van rá szükség, hogy a „nacionalizmus sötét erőinek” ellenállhasson. Ezek a mozzanatok vezettek végül Eduard Sevardnadze lemondásához; Gorbacsov egyik fő támasza „egy küszöbön álló diktatúra” kialakulására figyelmeztetett. A lemondás hatalmas csapást mért Gorbacsov reformtörekvéseire, de személyesen is mélyen érintette.
Közben Gorbacsov folyamatosan teret vesztett az önállósodáspárti politikusokkal szemben. 1990 októberében megalakult a DemoRosszija nevű orosz nacionalista párt; néhány nappal később Ukrajna és Oroszország egyöntetűen kinyilvánították saját jogszabályaik fensőbbségét a Szovjetunió törvényei fölött. A „törvények harca” nyílt csatává vált, amelyben a Legfelsőbb Tanács megtagadta a két köztársaság döntésének elismerését. Gorbacsov novemberben nyilvánosságra hozta saját új uniós egyezménye tervezetét, amely az unió folytatását tűzte volna ki célul Szuverén Szovjet Köztársaságok Szövetsége néven, de 1991-re Gorbacsov tetteit egyre növekvő mértékben tették irrelevánssá a nacionalizmus egyre komolyodó erői.
1991. januárban és februárban további zavargásokra került sor a Baltikumban. Január 10-én Gorbacsov ultimátumszerű követelést adott ki a Litván Legfelsőbb Tanács részére, amelyben a Szovjetunió alkotmányának helyreállítását követelte Litvániában, és minden alkotmányellenes litván törvény azonnali hatállyal történő visszavonását. Emlékirataiban Gorbacsov megerősítette, hogy január 12-ére összehívta a Szövetségi Tanácsot, ahol a vérontás megelőzéséhez szükséges politikai döntéseket határoztak el, köztük egy a SZT tagjaiból álló tényfeltáró misszió kiküldését Vilniusba. Mielőtt azonban a delegáció megérkezhetett volna, a helyi KGB és a hadsereg egymással együttműködve elfoglalták a vilniusi tv-tornyot. Gorbacsov mind a KGB, mind a Hadsereg parancsnokait kérdőre vonta, hogy vajon ők hagyták-e jóvá az akciót, de arra már semmilyen bizonyíték nincs, hogy akár ők, akár Gorbacsov jóváhagyták volna az akciót. Gorbacsov művében az Oroszországi Szovjet Szocialista Szövetségi Köztársaság főügyészségén fellelhető dokumentumra hivatkozik, amely „bizonyos vezetők” általi engedélyezésről tesz említést.
Az Alfa – a KGB szupertitkos egysége című könyv is azt valószínűsíti, hogy a „KGB a hadsereggel egyeztetett manőverét” a KGB Alfa Csoportja hajtotta végre. Archie Brown, A Gorbacsov-faktor című művében Gorbacsov környezetének és a szovjet nómenklatúra felső rétegeinek nagyszámú résztvevője által írt visszaemlékezésekre támaszkodva vádolja meg Valentyin Varennyikov és Viktor Acsalov tábornokokat, akik később mindketten részt vettek az augusztusi puccskísérletben. Ezeket a személyeket úgy jellemezte, mint akik „Gorbacsov elnöki pozícióból való alkotmányellenes eltávolítására esküdtek össze”, és „nagyon is képesek és készek voltak néhány hónappal korábban a katonai erő felhatalmazás nélküli bevetésére a nacionalista mozgalmak ellen”. Brown kritizálja Gorbacsovot, mert „tudatosan kedvezményeket tett a konzervatív erőknek, akiket folyamatosan meg kívánt tartani az egyre törékenyebb koalícióban”, és akik később elárulták őt. Azt is szemére veti könyvében, hogy „a litvánokkal szemben kemény vonalat képviselt és túlfűtött szavakat használt a támadást megelőző napokban, és végül lassú volt az erőszak elítélésében”, bár elismeri, hogy semmilyen beavatkozást nem hagyott jóvá és mindvégig a politikai megoldáson fáradozott.
A folytatódó erőszak Vilniusban végül legkevesebb 14 halálos áldozatot és 600 sérültet követelt az 1991. január 11–13. közötti időszakban. A Nyugat kemény reakciója valamint a demokratikus orosz erők akciói egyre fokozódó nyomást gyakoroltak a Szovjetunió elnökére és kormányára, különösen azután, hogy a litván törekvéseket egyre hangosabban kezdték támogatni a nyugati demokráciák. Hasonló helyzet alakult ki a lettországi Rigában, ahol január 20–21-én az OMON (különleges rendeltetésű belügyi erők) négy embert ölt meg. Archie Brown elismeri, hogy ebben a helyzetben Gorbacsov helyesebben reagált az eseményekre, amennyiben azonnal elítélte a kegyetlen tetteket, kifejezte részvétét, és halványan utalt rá, hogy az elszakadás megvalósulhatna, amennyiben a szovjet alkotmányban lefektetett folyamatok betartásával zajlana. Sahnazarov (Gorbacsov tanácsadója) szerint, ahogy az Brown könyvében olvasható, Gorbacsov kezdte elfogadni a Baltikum elkerülhetetlen elveszítését, bár minden politikai eszközt fel kívánt használni az Unió egyben tartására. Brown úgy hitte, hogy „ezzel közvetlen veszélybe került”, ami a keményvonalas, elszakadásellenes vezetők által ellene végrehajtott puccs lehetőségét illeti.
Gorbacsov időközben folytatta a szövetség új alapjait megteremtő egyezmény előkészítését, amely egy önkéntes részvételen alapuló szövetséggé változtatta volna a demokratikusabbá váló Szovjetuniót. Az új egyezmény kitartó támogatói voltak a közép-ázsiai köztársaságok, akiknek saját boldogulásuk érdekében szüksége volt a Szovjetunió gazdasági erejére és a piacokra. A radikálisabb reformerek (elsősorban Borisz Jelcin orosz elnök) egyre inkább a piacgazdaságba való gyors átmenetet szorgalmazták, és ezt a célt akár a Szovjetunió gyors felbomlása árán is el kívánták érni. Márciusban azután népszavazást rendeztek a Szovjetunió jövőjéről (párhuzamosan Oroszországban az elnöki pozíció létrehozásáról), amely a részt vevő kilenc köztársaságban 76,4%-os támogatást hozott, a felnőtt lakosság 80%-ának részvétele mellett. Észtország, Lettország, Litvánia, Örményország, Grúzia és Moldova nem vettek részt a referendumon. Áprilisban Gorbacsov és a 9 köztársaság vezetője Novo-Ogarjevóban tartott értekezletén nyilatkozatot adtak ki az új uniós szerződés létrehozásának felgyorsításáról. Majd 1991. június 12-én, a szavazatok 57,3%-ával, 74%-os részvétel mellett, Borisz Jelcint az Oroszországi Föderáció elnökévé választották.

#### Az 1991 augusztusi puccs
A mérsékelt reformerek hozzáállása az új egyezményhez szöges ellentétben állt az SZKP és a hadsereg keményvonalas 'apparatcsikjainak' álláspontjával, akik elleneztek bármilyen olyan változást, amely végső soron a Szovjetunió felbomlásához vezethetett volna. Az egyezmény aláírása előtti éjszakán a keményvonalasok akcióba léptek.
A szovjet hatalom keményvonalas tagjai, akik magukat Állami Vészhelyzeti Bizottságként határozták meg, 1991-ben végrehajtották az augusztusi puccsot, amelynek fő célja Gorbacsov hatalomból való eltávolítása és az új államszerződés aláírásának megakadályozása volt. Ekkor Gorbacsov három napot (augusztus 19–21) házi őrizetben töltött krími dácsájában, mielőtt kiszabadították onnan és hatalmába visszahelyezték. Visszatérte után azonban szembesülnie kellett azzal a ténnyel, hogy sem a szövetségi, sem az orosz hatalmi központok nem engedelmeskedtek utasításainak, ezek már Jelcint támogatták, kinek keménysége végül a puccs összeomlását is eredményezte.
Gorbacsov arra kényszerült, hogy Politikai Bizottsága több tagját eltávolítsa, néhányat közülük pedig letartóztasson. Hazaárulás miatt le kellett tartóztatni a „Nyolcak Csoportjának” tagjait, akiknek vezetésével a puccskísérlet megvalósult, köztük Vlagyimir Krjucskovot, Dmitrij Jazovot, Valentyin Pavlovot és Gennagyij Janajevet. Borisz Pugót lőtt sebekkel holtan találták meg, Szergej Ahromejev marsallt pedig, aki felajánlotta segítségét és nem is vádolták meg, felakasztva találták meg Kreml-beli irodájában. E vezetők többsége Gorbacsov korábbi szövetségese volt, vagy Gorbacsov emelte őket a hatalomba.

#### A puccs utóélete és a végső összeomlás
Az események eredményeként, augusztus 21. és szeptember 22. között Észtország, Lettország, Litvánia, Ukrajna, Fehéroroszország, Moldova, Grúzia, Örményország, Azerbajdzsán, Kazahsztán, Kirgizisztán, Üzbegisztán, Tádzsikisztán, és Türkmenisztán bejelentették, hogy ki kívánnak lépni a Szovjetunióból. Ugyanekkor Borisz Jelcin utasította az SZKP-t hogy tevékenységét függessze fel Oroszország területén, és lezáratta a Központi Bizottság központját a Sztaraja Ploscsagyon. Az orosz zászló a szovjet zászló mellett lengett a Kreml tetején. A fejlemények hatására, augusztus 24-én Gorbacsov lemondott az SZKP főtitkári tisztségéről és javaslatot tett a Központi Bizottság feloszlatására. Gorbacsov új szövetségbe vetett hitét tovább tépázta a Népi Küldöttek Kongresszusának döntése, amellyel szeptember 5-én saját feloszlatása mellett döntött. És bár Gorbacsov és nyolc köztársaság küldöttei (kivéve Azerbajdzsánt, Grúziát, Moldovát, Ukrajnát, Litvániát, Lettországot és Észtországot) október 18-án aláírták az új gazdasági közösségről szóló egyezményt, az események már lekörözték Gorbacsovot.
Az ország állapotának folyamatos romlása mellett Gorbacsov számára a kegyelemdöfést a december 1-jei ukrán népszavazás jelentette, ahol az ukrán nép a függetlenedés mellett foglalt állást. Oroszország, Ukrajna és Fehéroroszország elnökei a fehéroroszországi Bresztben december 8-án tartott megbeszélésükön létrehozták a Független Államok Közösségét és bejelentették a Szovjetunió megszűnését. Gorbacsovot kész tények elé állították, aki december 17-én – vonakodva – megegyezett Borisz Jelcinnel a Szovjetunió feloszlatásáról. Gorbacsov december 25-én lemondott, és a Szovjetunió másnap formálisan is megszűnt létezni. December 27-én, két nappal azután, hogy Gorbacsov lemondott, Jelcin elfoglalta Gorbacsov korábbi irodáját.
Gorbacsov az SZKP-t egységes, szövetségi pártként kívánta megőrizni, és szociáldemokrata irányba kívánta reformálni. De az 1991-es szovjet puccskísérlet után végleg leírt SZKP nem hagyott más hatalmi bázist a főtitkárnak, csak a fegyveres erőket és testületeket.

## Lemondása utáni tevékenysége

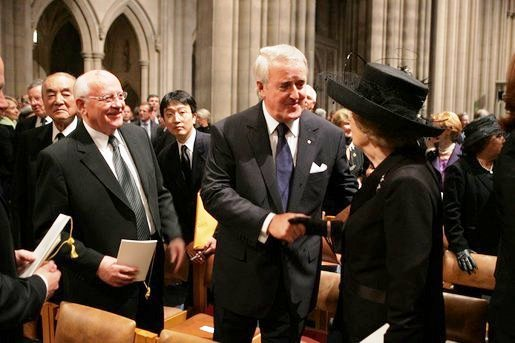
Gorbacsov (balra) a volt kanadai miniszterelnökkel, Brian Mulroney-vel és a volt brit miniszterelnök-asszonnyal, Margaret Thatcherrel Ronald Reagan temetésén, 2004. június 11.

Lemondása és a Szovjetunió felbomlása után Gorbacsov továbbra is aktív maradt Oroszország politikai életében. Különösen a korai posztszovjet időszakban sűrűn kritizálta Borisz Jelcin orosz elnök reformjait. A Jelcin által kezdeményezett 1993. április 25-i népszavazáson nem is szavazott, helyette mihamarabbi új elnökválasztást sürgetett Oroszországban.
Miután elbukott az 1996-os orosz elnökválasztáson, Gorbacsov megalapította az Oroszországi Szociáldemokrata Pártot, több orosz szociáldemokrata tömörülés egyesületét. 2004 májusában lemondott a párt vezetői posztjáról, mert nem értett egyet a párt elnökének a 2003. decemberi választási kampányban folytatott politikájával. Az Oroszországi Föderáció Legfelsőbb Bírósága 2007-ben végül betiltotta a pártot, mivel nem volt képes az oroszországi területek többségében legalább 500 tagot számláló helyi szervezet létrehozására, amire az orosz törvények szerint szükség van ahhoz, hogy egy politikai szervezetet pártként be lehessen jegyezni. Az év későbbi részében Gorbacsov ismét új politikai pártot alapított, Szociáldemokrata Unió néven. 2004 júniusában Gorbacsov képviselte Oroszországot Ronald Reagan volt amerikai elnök állami temetésén.
Gorbacsov lemondása után számos médiaeseményen is részt vett. 1993-ban, saját magát alakítva megjelent Wim Wenders filmjében, a Oly távol és mégis közel! című filmben, a Berlin felett az ég folytatásában. 1997-ben Gorbacsov, Anasztázia nevű unokájával együtt szerepelt egy a Pizza Hut globálisan bemutatásra került televíziós reklámfilmjében. Az amerikai vállalat által a 60 másodperces fellépésért fizetett tiszteletdíját Gorbacsov teljes egészében saját, nonprofit alapítványába, a Gorbacsov Alapítványba utalta át. Az alapítvány alelnöke: Irina Virganszakaja (Ирина Михайловна Вирганская), Gorbacsov lánya.
A Louis Vuitton francia luxuscég 2007-ben bejelentette, hogy Gorbacsov szereplésével készítik el új, cégjelzéses bőrtáskájuk bevezető reklámfilmjét.
2009. június 16-án Gorbacsov bejelentette, hogy Dalok Raiszának címmel lemezfelvételt készített, amelyen régi orosz balladákat énekel, és amelynek bevételeiből elhunyt felesége tiszteletére létrehozott jótékonysági programot tervezett finanszírozni. A lemez dalait ő maga énekli, Andrej Makarevics orosz zenész kíséretével.
Gorbacsov lemondása után is a világpolitika résztvevője maradt. 1992-ben, San Franciscó-i székhellyel létrehozta a Gorbacsov Alapítványt. Később megalapította a Green Cross International (Nemzetközi Zöld Kereszt) szervezetet, amellyel Föld Charta három legnagyobb szponzorának egyikévé vált. Tagságot létesített a Római Klubban és a Madridi Klubban is.
A hidegháborút követő évtizedben Gorbacsov megszólalt világpolitikai ügyekben is. Hevesen ellenezte, amikor a NATO 1999-ben – amerikai vezetéssel – bombázni kezdte Jugoszláviát; és azt is, amikor – szintén amerikai kezdeményezésre – 2003-ban kitört az iraki háború. 2007. július 27-én Gorbacsov hevesen kritizálta az Egyesült Államok külpolitikáját: „Egyoldalú akciók következtek, háborúk következtek, az ENSZ Biztonsági Tanácsa semmibe vétele következett, a nemzetközi jog figyelmen kívül hagyása következett, az emberek, köztük az amerikaiak akaratának semmibe vétele következett.” Ugyanabban az évben meglátogatta New Orleanst, a várost, amely a Katrina hurrikán teljes dühét elszenvedte, és ígéretet tett arra, hogy 2011-ben visszatér és személyesen vezeti a helyi lakosság forradalmát, amennyiben az amerikai kormány nem állítja addig helyre a városi védműveket. Kijelentette, hogy a forradalmi jellegű megmozdulás csak végső esetben képzelhető el.
A dél-oszétiai háború kapcsán 2008. augusztus 12-én a The Washington Postnak írt vezércikkében Gorbacsov kritikus hangon írt arról, hogy az USA támogatja Miheil Szaakasvili grúz elnököt, mind politikailag mind gazdaságilag, és hogy a Kaukázust saját „nemzeti érdekei” szférájába kívánja bevonni. Később ezt mondta:
|  | „Oroszország nem akarta ezt a krízist. Az orosz vezetés igen erős pozícióban van, nem volt szüksége egy kis győztes háborúra. Oroszországot Miheil Szaakasvili grúz elnök nyughatatlansága rángatta bele ebbe a konfliktusba… Dmitrij Medvegyev orosz elnök döntése az erőszak beszüntetéséről viszont egy felelős vezető helyes döntése volt. Az elnök úr nyugodtan, határozottan, magabiztosan cselekedett… Világos, hogy a konfliktus kitervelői azt kívánták elérni, hogy a harcok kimenetelétől függetlenül a világ Oroszországot hibáztassa a helyzet eszkalálásáért. A Nyugat azután meg is kezdte Oroszország-ellenes propagandatevékenységét, élén az amerikai médiával."” |
|  | |

2008 szeptemberében Gorbacsov bejelentette, hogy visszatér az orosz politikába, Alekszandr Lebegyev volt KGB-tiszttel együtt, az Oroszországi Független Demokrata Párt színeiben. Gorbacsov egyben résztulajdonosa az ellenzéki Novaja Gazeta újságnak.

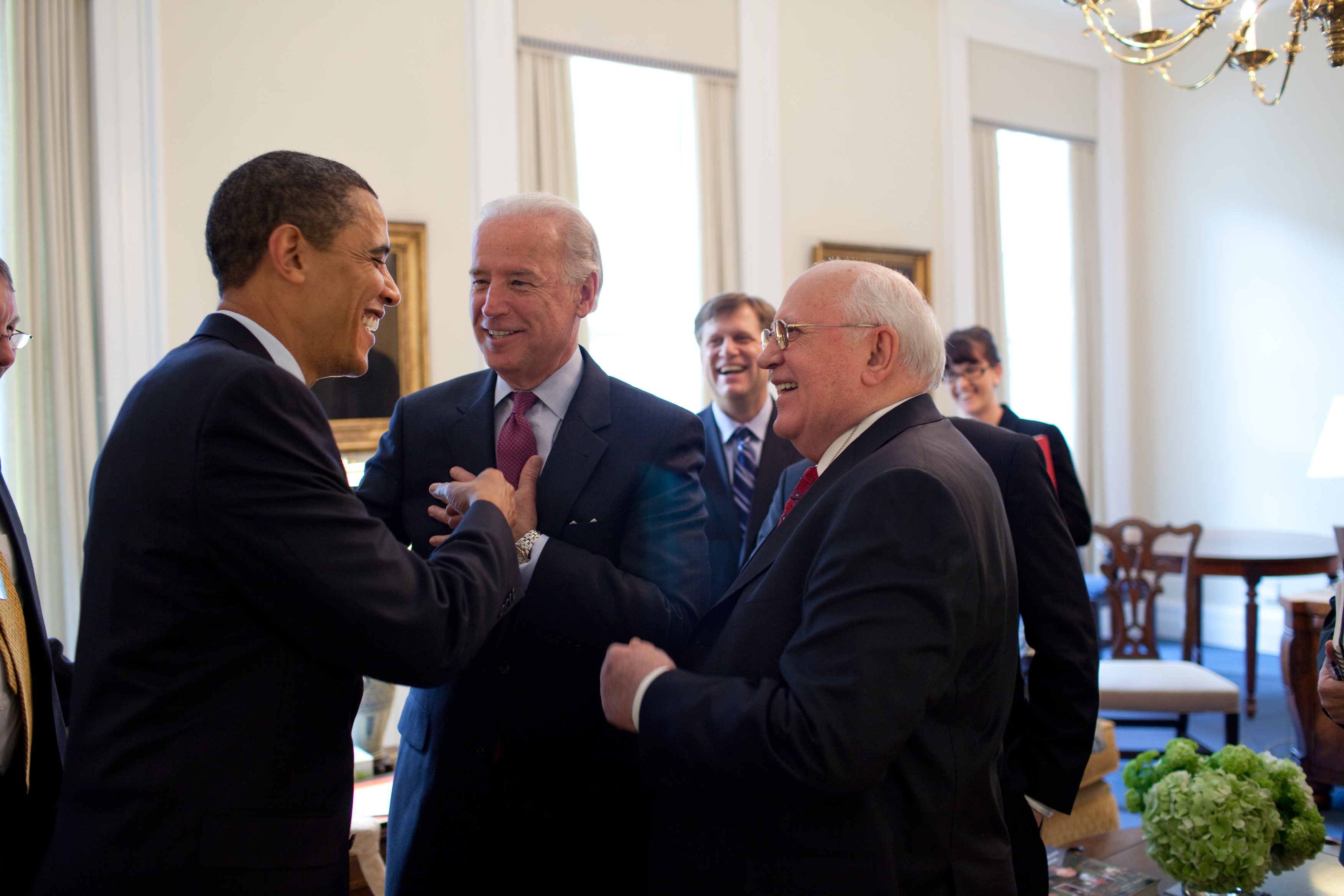
Joe Biden bemutatja Gorbacsovot (jobbra) Barack Obama elnöknek, 2009. március 20.

2009. március 20-án Gorbacsov találkozott Barack Obamával, az Amerikai Egyesült Államok elnökével és Joe Biden alelnökkel, hogy az Oroszország és az Amerikai Egyesült Államok között kialakult feszült viszonyt „rendezzék”.
2009. március 27-én Gorbacsov az Illinois állambeli eurekai Eureka College-be látogatott, ez Ronald Reagan korábbi amerikai elnök alma matere. Bejárta az egyetem területét, majd továbbutazott Peoriába, ahol a Reagan-napi Ebéd megnyitóbeszédét mondta el.
A berlini fal lebontásának 20. évfordulójára Lech Wałęsa lengyel vezető és Angela Merkel német kancellár kíséretében Gorbacsov 2009. november 9-én Berlinbe látogatott.

## Felhívás a globális szerkezetátalakításra
Gorbacsov egyfajta peresztrojkát, a világ társadalmi szerkezeteinek átalakítását szorgalmazta, kezdve az Egyesült Államokkal, mivel álláspontja szerint a 2007-től napjainkig húzódó gazdasági válság megmutatta, hogy a washingtoni konszenzus gazdasági modellje megbukott, és előbb vagy utóbb más veszi át a helyét. Gorbacsov szerint Brazília, Malajzia vagy Kína, akik elutasították a washingtoni konszenzus és a Nemzetközi Valutaalap gazdasági fejlődési modelljét, sokkal eredményesebbek gazdaságilag makroszinten, és sokkal jobb eredményeket tudnak felmutatni az állampolgárok jólétének biztosítása szintjén, mint azok az országok, amelyek elfogadták azt.

## Halála

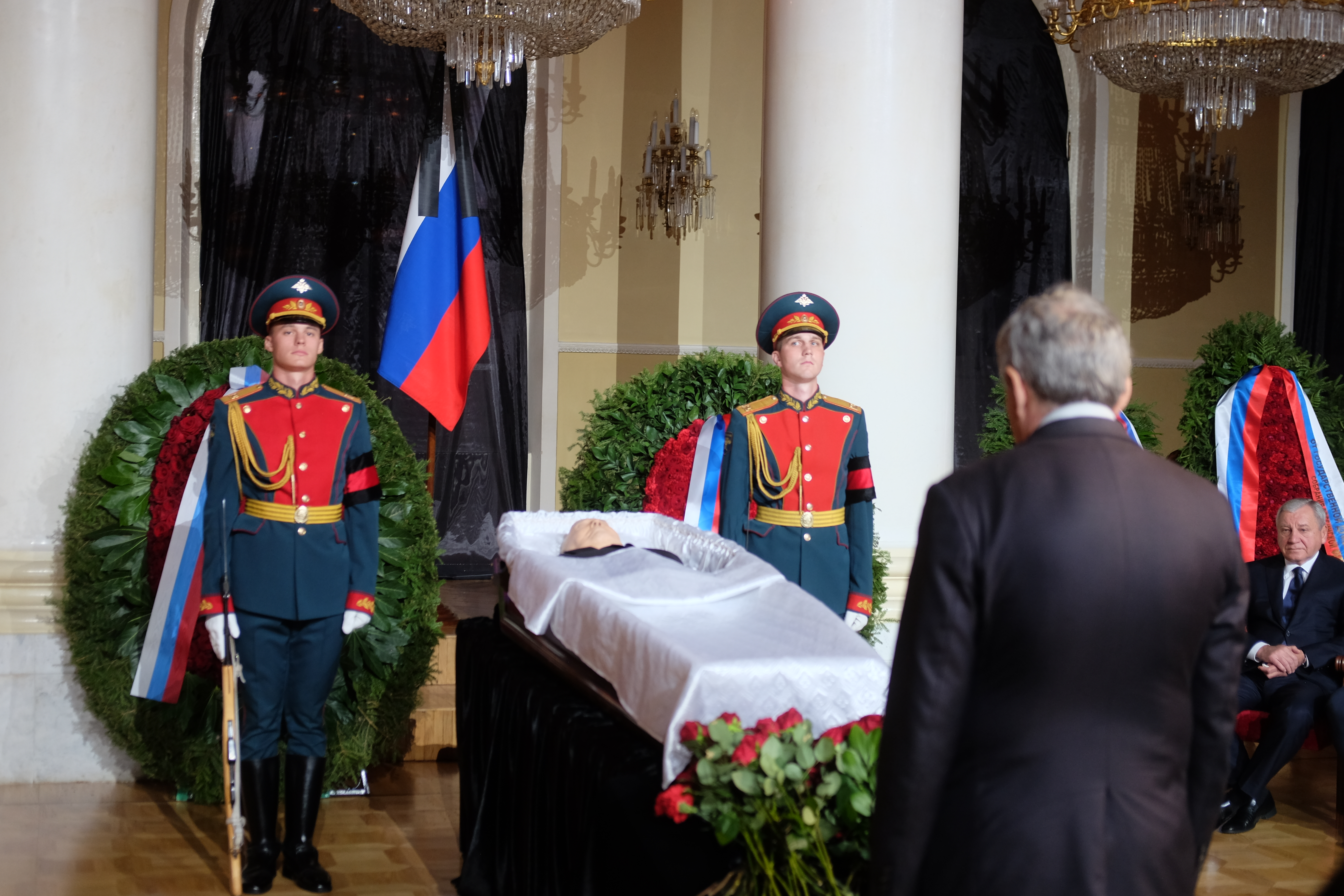
Gorbacsov ravatala a Szakszervezetek Házában

Gorbacsov 2022. augusztus 30-án, 91 éves korában halt meg a moszkvai Központi Klinikai Kórházban. A kórház közlése szerint "súlyos és elhúzódó betegség" után halt meg, miután 2020 eleje óta folyamatosan orvosok felügyelete alatt állt. Végakarata szerint Gorbacsovot az 1999-ben elhunyt felesége, Raisza mellé temették a moszkvai Novogyevicsje temetőben.
Gorbacsov volt az orosz történelem leghosszabb életű vezetője, megelőzve a 89 évesen elhunyt Alekszandr Kerenszkijt.

### Reakciók
Vlagyimir Putyin orosz elnök részvétét fejezte ki Gorbacsov halála miatt.
Ursula von der Leyen, az Európai Bizottság elnöke a Twitteren fejezte ki tiszteletét, akárcsak Boris Johnson brit miniszterelnök, Condoleezza Rice volt amerikai külügyminiszter és Micheál Martin ír kormányfő.
António Guterres, az ENSZ főtitkára szerint Gorbacsov egyedülálló államférfi volt, aki megváltoztatta a történelem menetét, és kiemelkedő globális vezető, elkötelezett multilateralista és a béke fáradhatatlan szószólója.
James Baker volt amerikai külügyminiszter is úgy nyilatkozott, hogy a történelem úgy fog emlékezni Mihail Gorbacsovra mint egy óriásra, aki a demokrácia felé terelte nagy nemzetét a hidegháború lezárásával összefüggésben.
Brian Mulroney volt kanadai miniszterelnök azt mondta, hogy nagyon kellemes ember volt vele, és a történelem átalakító vezetőként fog emlékezni rá.
Gabrielius Landsbergis litván külügyminiszter kijelentette, hogy a litvánok nem fogják dicsőíteni Gorbacsovot. Soha nem fogjuk elfelejteni azt az egyszerű tényt, hogy a hadserege civileket gyilkolt, hogy meghosszabbítsa rezsimje megszállását országunkban. Katonái fegyvertelen tüntetőinkre lőttek, és tankjai alatt szétzúzták őket, ezért így fogunk emlékezni rá.
Orbán Viktor magyar miniszterelnök személyesen lerótta kegyeletét Mihail Gorbacsov volt szovjet államfő ravatalánál. A magyar delegáció tagja volt Deutsch Tamás fideszes politikus, Schmidt Mária történész, Orbán Balázs politikai igazgató és Kónya Imre ügyvéd, politikus is. Orbán Viktor úgy nyilatkozott, Magyarország hálával tartozik Gorbacsovnak, aki nélkül a kommunizmus békés megszűnése és a vér nélküli rendszerváltás nem valósulhatott volna meg.
Gyurcsány Ferenc a Facebook-oldalán emlékezett vissza a politikusra, aki szerinte „szembenézett a valósággal, a fenntarthatatlannal, az elkerülhetetlennel. Engedte, hadd menjen”.

„Van, hogy ehhez kell a legnagyobb erő és bátorság. Az utolsó európai birodalomnak buknia kellett. De mert a birodalmi eszme és álom fennmaradt, a békés leépülés után most a háborús feltámasztás kísérlete írja a történelmet. Történelmet sokféleképpen lehet írni. Gorbacsov tökéletlen, de jobb világnak nyitott utat. Van okunk ezért megértéssel gondolni rá. ”

– Gyurcsány Ferenc

## Díjak, kitüntetések

Ronald Reagan volt amerikai elnök a Reagan Könyvtárban átadja Gorbacsovnak a történelem első Ronald Reagan Szabadság Érdemrendet, 1992

- 1990-ben megkapta a Nobel-békedíjat „a nemzetközi közösség jelentős része életét meghatározó békefolyamatban játszott kiemelkedő szerepéért.”[49]
- 1992. május 4-én elnyerte az első Ronald Reagan Szabadság Díjat, amelyet a Ronald Reagan Elnöki Könyvtárban vehetett át a kaliforniai Simi Valley-ben.[50]
- 1993-ban Legum Doctor, honoris causa címet kapott az ottawai Carleton Egyetemen. Ezzel egy időben a Calgary Egyetemen is tiszteletbeli címet kapott.
- 1994-ben átvehette a Louisville-i Egyetem (Kentucky) Grawemeyer díját a világrend javításáért.
- 1995-ben Tiszteletbeli Egyetemi doktori címet kapott az angliai Durham Egyetemen, „a politikai tolerancia és a hidegháborús jellegű konfrontáció felszámolása terén végzett munkássága elismeréseként”.[51]
- 1996. október 20-án megkapta a Courage of Conscience díjat (Tudatos Bátorság), „a glasznoszty bevezetésében játszott történelmi szerepéért valamint az Egyesült Államokkal a Reagan-adminisztráció idején folytatott leszerelési tárgyalások során tanúsított vezető szerepéért”.[52]
- 2002-ben tiszteletbeli jogi doktori fokozatot (LL. D. ) kapott az írországi Trinity College-től „politikai tevékenysége és a békéhez való hozzájárulása elismeréseként”.[53]
- Bill Clintonnal és Sophia Lorennel közösen 2004-ben megosztott Grammy-díjat kapott a legjobb prózai album gyerekeknek kategóriában, Szergej Prokofjev Péter és a farkas című művének rögzítéséért.
- 2005-ben megkapta a Point Alpha díjat Németország újraegyesítése során tanúsított szerepéért. Ezzel egy időben a Münster Egyetem tiszteletbeli doktorátusát is elnyerte.[54]

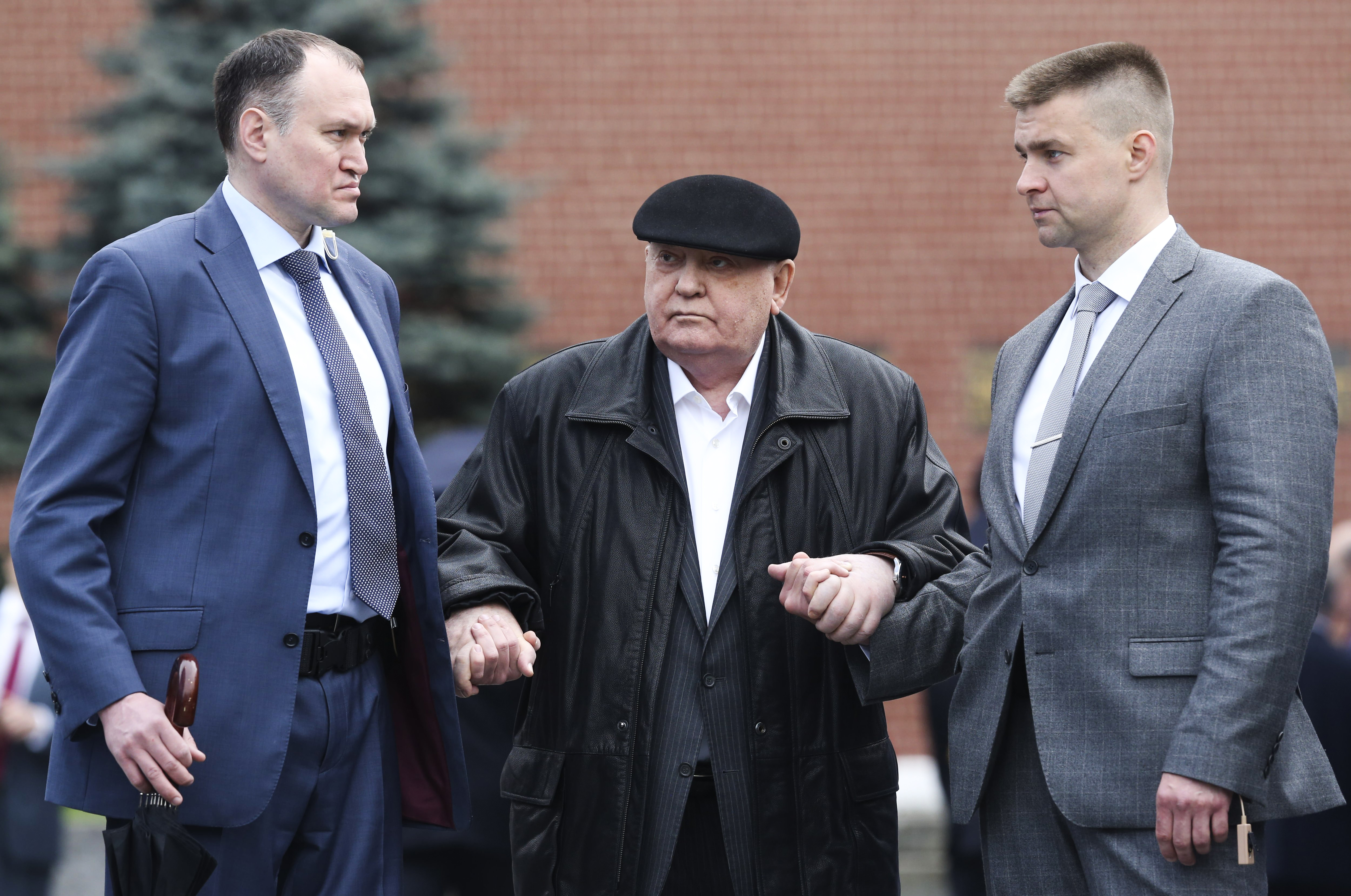
2019-ben Moszkvában, a Nagy Honvédő Háború (II. vh.) győzelmének 74. évfordulóján (középen)

- 2010-ben ő lett a Drezda város díja a nukleáris leszerelésért elnevezésű kitüntetés első birtokosa.

## Vallási kötődése
Bár gyermekként megkeresztelték az orosz ortodox egyház szertartásában, Gorbacsov ateistának vallotta magát, azonban mások vallását, vallásosságát tiszteletben tartotta. A Szovjetunióban jelentős szerepe volt egyes, vallásszabadsággal kapcsolatos törvények előkészítésében.

## Naevus flammeus
Gorbacsov korának egyik legismertebb alakja, akinek látható naevus flammeusa, tűzfoltja volt. A homlokán látható anyajegye mind kritikusai, mind a karikaturisták részére folyamatosan témát biztosított.

## Művei magyarul
- A szovjet nép halhatatlan hőstette. Beszéd, 1985. május 8. / Besszmertnij podvig szovetszkogo naroda. Doklad, 8. maja 1985; Kossuth, Budapest, 1985
- A szocialista építés soron levő feladatai; szerk. Hitseker Mária; Kossuth, Budapest, 1985
- Konsztantyin Csernyenko–Mihail Gorbacsov: A fejlett szocializmusért. Az SZKP stratégiájának és taktikájának néhány időszerű kérdéséről; Kossuth, Budapest, 1985
- Dokumenti i dokladi / Dokumentumok és beszédek; szerk. Gál András; Lapkiadó Vállalat, Budapest, 1985
- Október és az átalakítás: a forradalom folytatódik. Előadói beszéd az SZKP Központi Bizottságának, az SZSZKSZ Legfelsőbb Tanácsának és az OSZFSZK Legfelsőbb Tanácsának a nagy októberi szocialista forradalom 70. évfordulója alkalmából megtartott együttes ünnepi ülésén 1987. november 2-án; Kárpáti, Uzsgorod, 1987
- Átalakítás és új gondolkodás országunknak és az egész világnak; ford. S. Nyirő József; Kossuth–PLKV, Budapest, 1987
- Az átalakításról; szerk. Hitseker Mária; Kossuth, Budapest, 1987
- Háborúk és fegyverek nélküli világért; szerk. Hitseker Mária; Kossuth, Budapest, 1987
- Történelmi döntés. Mihail Gorbacsov beszéde az Egyesült Nemzetek Szervezetében 1988. december 7.; . szerk. Hitseker Mária, ford. S. Nyirő József; Kossuth, Budapest, 1988
- Gorbacsov tárgyalásai magyar vezetőkkel. Dokumentumok az egykori SZKP és MSZMP archívumaiból, 1985–1991; szerk. Baráth Magdolna, Rainer M. János, jegyz. Némethné Vágyi Karola; 1956-os Intézet, Budapest, 2000
- Szemtől szemben önmagammal. Visszaemlékezések és töprengések; ford. Bagi Ibolya, Sarnyai Csaba; Scolar, Budapest, 2013

### Saját írásai
- Mihail Gorbacsov: Perestroika: New Thinking for Our Country and the World, Perennial Library, Harper & Row, 1988, ISBN 0-06-091528-5
- Mihail Gorbacsov: Memoirs, Doubleday, 1996, ISBN 0-385-48019-9
- Mihail Gorbacsov: Moral Lesson of the Twentieth Century with Daisaku Ikeda (2005)

### Más szerzők
- Anders Aslund: Gorbachev's Struggle for Economic Reform Cornell University Press, 1991
- Archie Brown: The Gorbachev Factor, Oxford University Press, 1997, ISBN 0-19-288052-7
- Marshall Goldman: What Went Wrong with Perestroika? W. W. Norton, 1992
- Jack Matlock: Reagan and Gorbachev: How the Cold War Ended (2004)
- Jack Matlock: Autopsy on an Empire: The American Ambassador's Account of the Collapse of the Soviet Union (1995)
- Robert Strayer: Why Did the Soviet Union Collapse?Understanding Historical Change M. E. Sharpe, 1998